# 塔山镇 (徐州市)
塔山镇，是中华人民共和国江苏省徐州市贾汪区下辖的一个乡镇级行政单位。

## 行政区划
塔山镇下辖以下地区：
耿集社区、张庄社区、桑元社区、葛湖村、徐庄村、瓦房村、张埝村、曹庄村、柳园村、东下庄村、塔山村、聂庄村、张场村、阚口村、朱湾村、殷庄村、彭楼村、沟尚村、王集村、窦宅村、永庄村、王庄村和郑庄村。